# Trattato di Uccialli
Il trattato di Uccialli fu un trattato internazionale stipulato fra il Regno d'Italia e l'Impero d'Etiopia il 2 maggio 1889 nell'accampamento del negus Menelik II, imperatore d'Etiopia, a Uccialli.
Il trattato era volto a regolare i rapporti reciproci tra i due Stati, oltre che a riconoscere le recenti acquisizioni territoriali italiane in Eritrea, che il sovrano etiope riconosceva come colonia italiana.

## Stipula e seguito
Il trattato venne firmato per l'Etiopia dallo stesso Menelik e per l'Italia dall'ambasciatore italiano ad Addis Abeba, conte Pietro Antonelli. Dopo la firma, il 20 agosto 1889 una delegazione etiope guidata dal cugino del negus, ras Mekonnen, padre del futuro negus neghesti Hailé Selassié, si recò a Roma, dove venne convinta a stipulare un protocollo economico addizionale che tra le altre cose concesse all'Etiopia un prestito di 4 milioni di lire da parte del governo italiano, con l'interesse del 6%. Questa convenzione aggiuntiva venne firmata a Napoli il 1º ottobre 1889.

## Controversie
Il punto più controverso riguardava l'articolo 17 del trattato: come da tradizione, il trattato era stato redatto in due versioni nelle lingue dei due contraenti, italiano e amarico; la stesura dell'articolo 17 tuttavia era differente nelle due versioni. La versione in italiano infatti recitava:
mentre la versione in amarico recitava:
In base alla versione in italiano, il negus delegava al governo italiano tutte le sue attività di politica estera, rendendo di fatto l'Etiopia un protettorato dell'Italia; in base alla versione in amarico, invece, la delega era solo facoltativa, e il negus vi poteva ricorrere solo quando ciò gli fosse convenuto. Non venne mai chiarito se la differenza fosse dovuta a un semplice errore di traduzione o a una deliberata mossa di una delle parti per indurre l'altra a firmare.
In aggiunta a ciò, Francesco Crispi notificò questo articolo 17 l'11 ottobre 1889 (quindi pochi giorni dopo la firma dell'accordo aggiuntivo) alle potenze firmatarie dell'atto di Berlino, cioè a Gran Bretagna, Francia, Impero tedesco, Belgio, Paesi Bassi, Austria-Ungheria, Impero russo, Spagna, Portogallo, Danimarca, Svezia-Norvegia, Impero ottomano e Stati Uniti. Tale notifica venne accolta malissimo dalla delegazione etiopica, che era ancora presente in Italia (ripartirà il 4 dicembre 1889).
La discrepanza di interpretazione da dare all'articolo 17 divenne palese nell'agosto del 1890, quando il negus allacciò relazioni diplomatiche con l'Impero russo e con la Francia in maniera autonoma e senza darne preavviso all'Italia; alle proteste del governo italiano, Menelik replicò chiedendo una revisione del trattato prima dei tempi stabiliti, richiesta respinta dagli italiani. Le controversie sul trattato di Uccialli furono una delle cause della successiva guerra di Abissinia tra l'Italia e l'Etiopia, conclusasi con una netta sconfitta italiana. Il successivo trattato di pace di Addis Abeba del 1896 abrogò definitivamente il trattato di Uccialli.